# Macheren
Macheren [maʃʁən] est une commune française située dans le département de la Moselle, en région Grand Est. Elle est localisée dans la région naturelle du Warndt et dans le bassin de vie de la Moselle-Est.

## Géographie

### Communes limitrophes
| Saint-Avold | Hombourg-Haut | Guenviller |
| Valmont     | Macheren      |            |
| Lachambre   | Biding        | Cappel     |

### Écarts et lieux-dits
- Moulin-Neuf (anciennement Ney-Muhl[1]) ;
- Petit-Ebersviller ; Lenzviller.

### Hydrographie

#### Réseau hydrographique
La commune est située dans le bassin versant du Rhin au sein du bassin Rhin-Meuse. Elle est drainée par la Nied allemande, la Rosselle, le ruisseau Maimattbach et le ruisseau Noterbach.
La Nied allemande, d'une longueur totale de 57,9 km, prend sa source dans la commune de Guenviller et se jette  dans la Nied à Condé-Northen, après avoir traversé 23 communes.

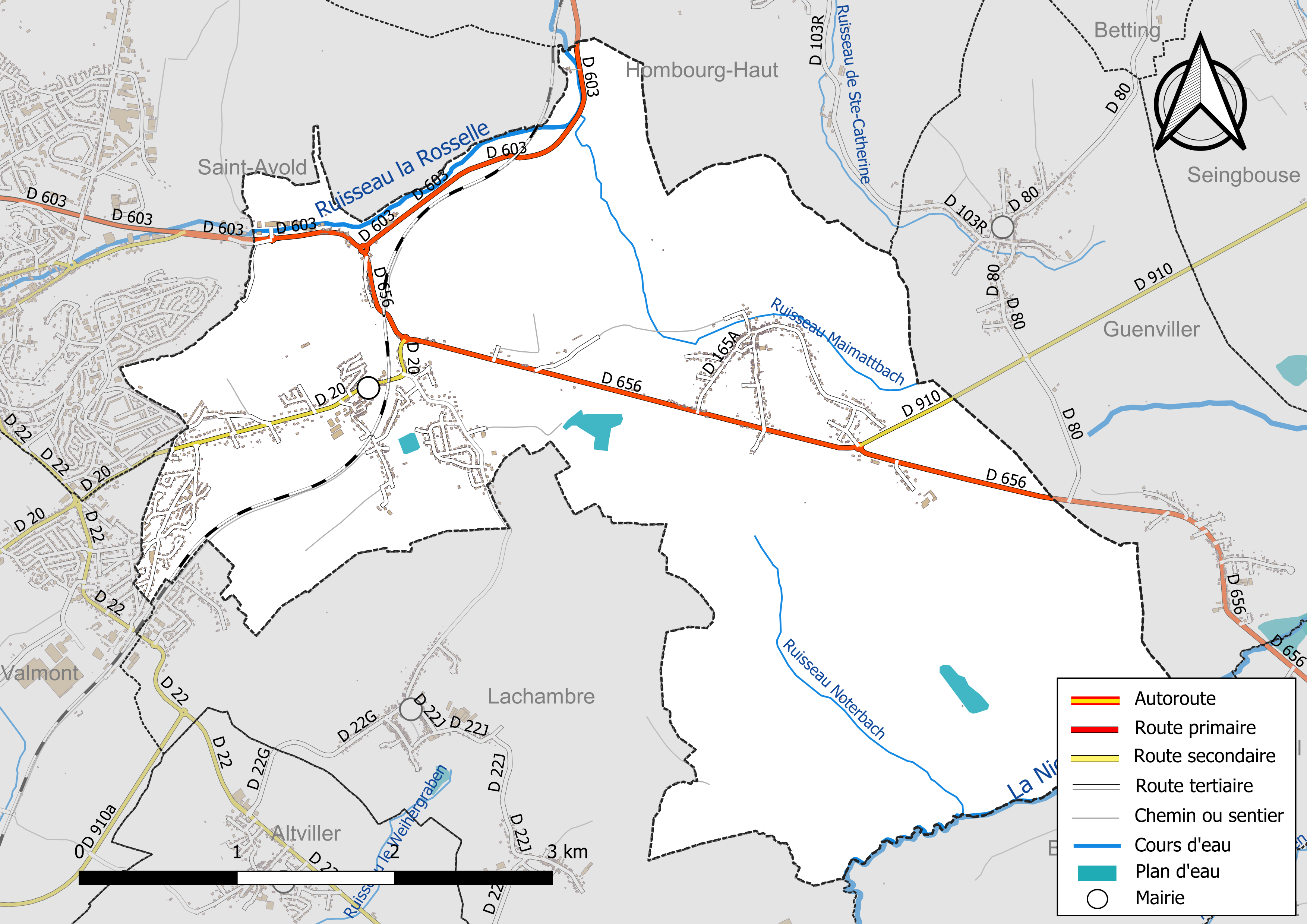
Réseaux hydrographique et routier de Macheren.

La Rosselle, d'une longueur totale de 32,8 km, prend sa source dans la commune de Boucheporn, traverse treize communes françaises puis, au-delà de Petite-Rosselle, poursuit son cours en Allemagne où elle se jette dans la Sarre.

#### Gestion et qualité des eaux
Le territoire communal est couvert par le schéma d'aménagement et de gestion des eaux (SAGE) « Bassin Houiller ». Ce document de planification, dont le territoire est approximativement délimité par un triangle formé par les villes de Creutzwald, Faulquemont et Forbach, d'une superficie de 576 km2, a été approuvé le 27 octobre 2017. La structure porteuse de l'élaboration et de la mise en œuvre est la région Grand Est. Il définit sur son territoire les objectifs généraux d’utilisation, de mise en valeur et de protection quantitative et qualitative des ressources en eau superficielle et souterraine, en respect des objectifs de qualité définis dans le SDAGE  du Bassin Rhin-Meuse.
La qualité des eaux des principaux cours d’eau de la commune, notamment de la Nied allemande et du ruisseau la Rosselle, peut être consultée sur un site dédié géré par les agences de l’eau et l'Agence française pour la biodiversité. Ainsi en 2020, dernière année d'évaluation disponible en 2022, l'état écologique du ruisseau la Rosselle était jugé médiocre (orange).

### Climat
Pour des articles plus généraux, voir Climat du Grand Est et Climat de la Moselle.
En 2010, le climat de la commune est de type climat des marges montargnardes, selon une étude du Centre national de la recherche scientifique s'appuyant sur une série de données couvrant la période 1971-2000. En 2020, Météo-France publie une typologie des climats de la France métropolitaine dans laquelle la commune est exposée à un climat semi-continental et est dans la région climatique  Lorraine, plateau de Langres, Morvan, caractérisée par un hiver rude (1,5 °C), des vents modérés et des brouillards fréquents en automne et hiver. 
Pour la période 1971-2000, la température annuelle moyenne est de 9,7 °C, avec une amplitude thermique annuelle de 17 °C. Le cumul annuel moyen de précipitations est de 850 mm, avec 11,8 jours de précipitations en janvier et 9,6 jours en juillet. Pour la période 1991-2020, la température moyenne annuelle observée sur la station météorologique de Météo-France la plus proche, « Seingbouse », sur la commune de Seingbouse à 7 km à vol d'oiseau, est de 10,5 °C et le cumul annuel moyen de précipitations est de 731,4 mm. 
La température maximale relevée sur cette station est de 37,9 °C, atteinte le 25 juillet 2019 ; la température minimale est de −17 °C, atteinte le 20 décembre 2009,,. 
Les paramètres climatiques de la commune ont été estimés pour le milieu du siècle (2041-2070) selon différents scénarios d'émission de gaz à effet de serre à partir des nouvelles projections climatiques de référence DRIAS-2020. Ils sont consultables sur un site dédié publié par Météo-France en novembre 2022.

## Urbanisme

### Typologie
Au 1er janvier 2024, Macheren est catégorisée ceinture urbaine, selon la nouvelle grille communale de densité à sept niveaux définie par l'Insee en 2022.
Elle appartient à l'unité urbaine de Saint-Avold (partie française), une agglomération internationale regroupant six communes, dont elle est une commune de la banlieue,,. Par ailleurs la commune fait partie de l'aire d'attraction de Saint-Avold (partie française), dont elle est une commune de la couronne,. Cette aire, qui regroupe 28 communes, est catégorisée dans les aires de moins de 50 000 habitants,.

### Occupation des sols
L'occupation des sols de la commune, telle qu'elle ressort de la base de données européenne d’occupation biophysique des sols Corine Land Cover (CLC), est marquée par l'importance des forêts et milieux semi-naturels (45,1 % en 2018), une proportion sensiblement équivalente à celle de 1990 (45,2 %). La répartition détaillée en 2018 est la suivante : 
forêts (43,2 %), prairies (27,9 %), terres arables (13,1 %), zones urbanisées (10,8 %), zones agricoles hétérogènes (2,8 %), milieux à végétation arbustive et/ou herbacée (1,9 %), zones industrielles ou commerciales et réseaux de communication (0,3 %). L'évolution de l’occupation des sols de la commune et de ses infrastructures peut être observée sur les différentes représentations cartographiques du territoire : la carte de Cassini (XVIIIe siècle), la carte d'état-major (1820-1866) et les cartes ou photos aériennes de l'IGN pour la période actuelle (1950 à aujourd'hui).

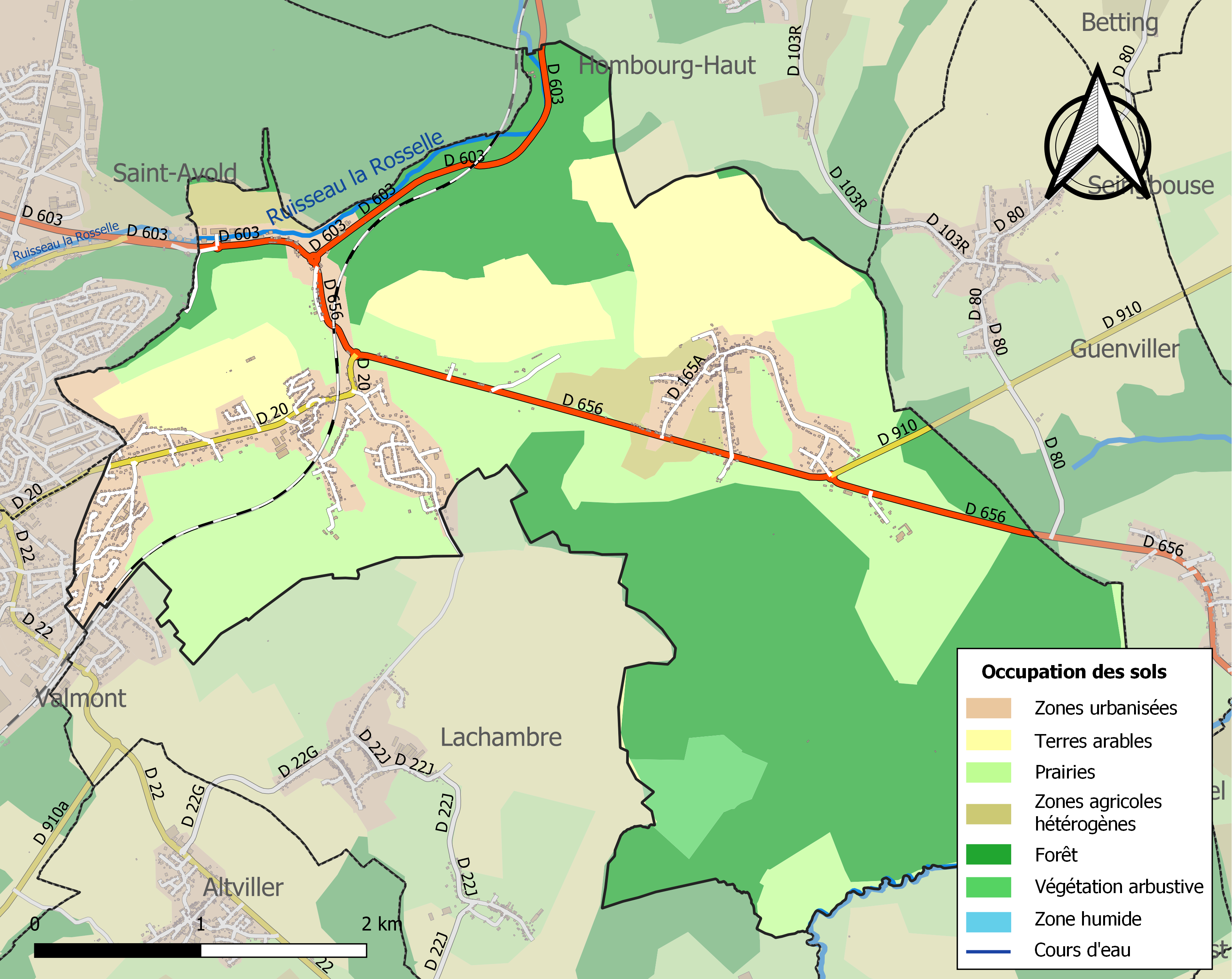
Carte des infrastructures et de l'occupation des sols de la commune en 2018 (CLC).

## Toponymie
- Macheren : Machera (1121), Makre (1289), Makara (1334), Macheren (1365), Macheren by Hombürg (1485), Maizière-lez-Hombourg (1490), Machern (1594), Macher (1595), Maikerne (1611), Makeren (1751)[19]. Toponymie similaire avec Macker et Machern.
- Lenzviller : Lensviller et Lentzwiller (1693), Lentzwiller (1698), Linsweiller (1756), Linsviller (carte Cassini), Leinswiller (carte de l'état-major), Lentzwiller-Hoff[19].

## Histoire
- D'apres Augustin Calmet, le nom de Macheren est l'équivalent allemand du latin maceriae et du français maizieres[20]. Le mot latin signifie « muraille »[20], « mur en pierre sèche»[21], ou encore « ruine ».
- Dépendait de l’ancienne province de Lorraine, de la châtellenie de Hombourg.
- Petit-Ébersviller était anciennement le chef-lieu d'une paroisse de l'archiprêtré de Saint-Avold, qui dépendait de l'abbaye de Wadgassen (Prémontrés).
- ville natale (il y est "nez")
- du champion de lancé de disque junior Ludwig Von Schabelle Birkenau

## Politique et administration
| Période                                  | Période                      | Identité            | Étiquette | Qualité                                                             |
| ---------------------------------------- | ---------------------------- | ------------------- | --------- | ------------------------------------------------------------------- |
| 1857                                     |                              | Pierre Schmitt      |           |                                                                     |
| mars 1983                                | juin 1995                    | Joseph Wurde        |           | Enseignant                                                          |
| juin 1995                                | mars 2001                    | André Wojciechowski | RPR       | Retraité de La Poste Conseil général de Saint-Avold-2 (1998 → 2007) |
| mars 2001                                | mars 2014                    | Bernard Trinkwell   | DVD       |                                                                     |
| mars 2014                                | En cours (au 4 juillet 2020) | Jean Meketyn        | SE        | Retraité                                                            |
| Les données manquantes sont à compléter. |                              |                     |           |                                                                     |

## Démographie
L'évolution du nombre d'habitants est connue à travers les recensements de la population effectués dans la commune depuis 1793. Pour les communes de moins de 10 000 habitants, une enquête de recensement portant sur toute la population est réalisée tous les cinq ans, les populations de référence des années intermédiaires étant quant à elles estimées par interpolation ou extrapolation. Pour la commune, le premier recensement exhaustif entrant dans le cadre du nouveau dispositif a été réalisé en 2006.

En 2022, la commune comptait 2 827 habitants, en évolution de +1,65 % par rapport à 2016 (Moselle : +0,52 %, France hors Mayotte : +2,11 %).
| 1793 | 1800 | 1806 | 1821 | 1836 | 1841 | 1861 | 1866 | 1871 |
| ---- | ---- | ---- | ---- | ---- | ---- | ---- | ---- | ---- |
| 481  | 328  | 374  | 603  | 799  | 719  | 694  | 681  | 619  |

| 1875 | 1880 | 1885 | 1890 | 1895 | 1900 | 1905 | 1910 | 1921 |
| ---- | ---- | ---- | ---- | ---- | ---- | ---- | ---- | ---- |
| 572  | 565  | 521  | 500  | 532  | 567  | 590  | 625  | 621  |

| 1926 | 1931 | 1936 | 1946 | 1954 | 1962  | 1968  | 1975  | 1982  |
| ---- | ---- | ---- | ---- | ---- | ----- | ----- | ----- | ----- |
| 659  | 625  | 667  | 615  | 679  | 1 044 | 1 842 | 1 756 | 2 063 |

| 1990  | 1999  | 2006  | 2011  | 2016  | 2021  | 2022  | - | - |
| ----- | ----- | ----- | ----- | ----- | ----- | ----- | - | - |
| 2 786 | 2 809 | 2 946 | 2 909 | 2 781 | 2 802 | 2 827 | - | - |

## Culture locale et patrimoine

### Lieux et monuments

#### Édifices religieux

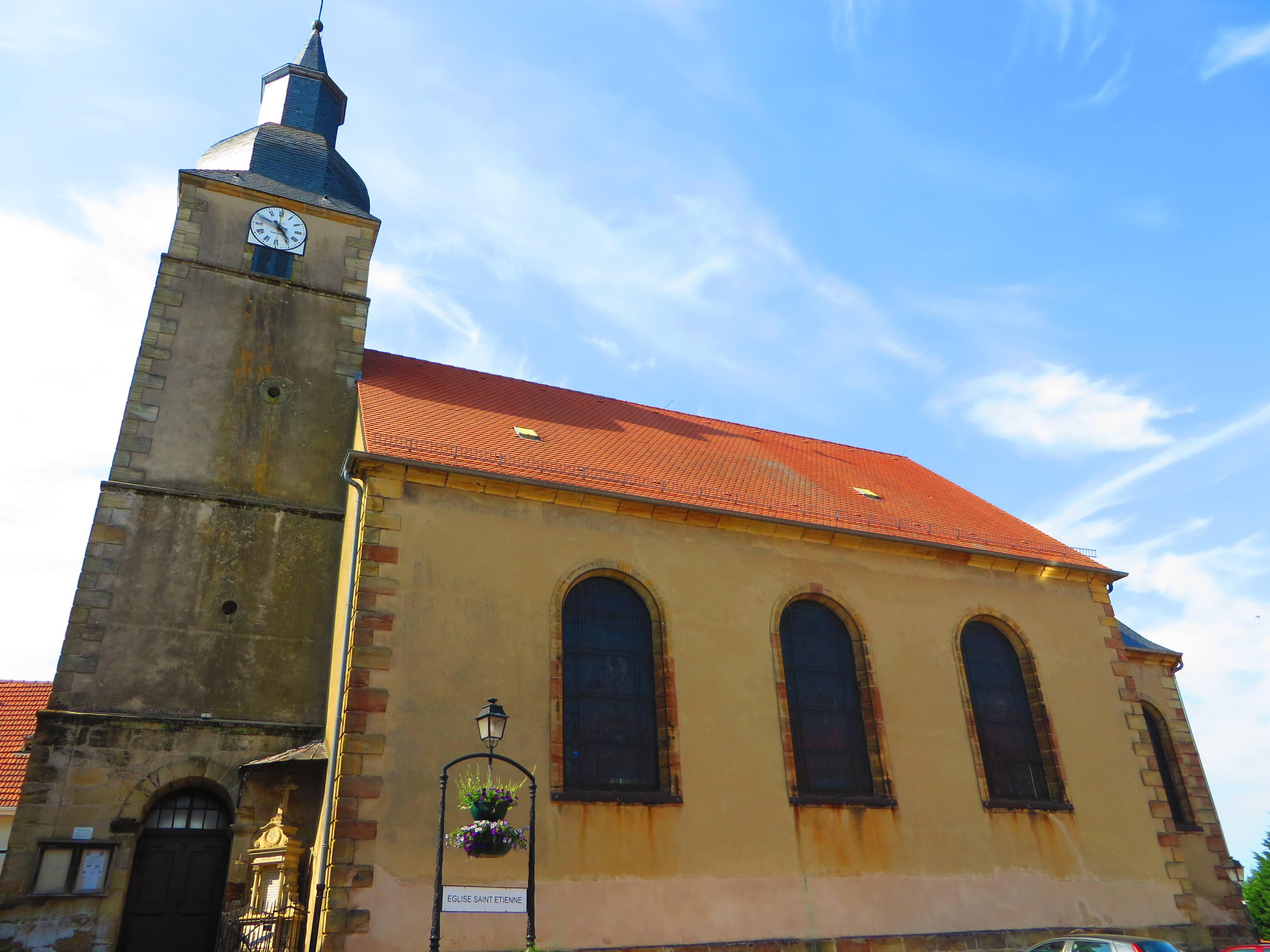
Église Saint-Étienne à Petit-Ebersviller.
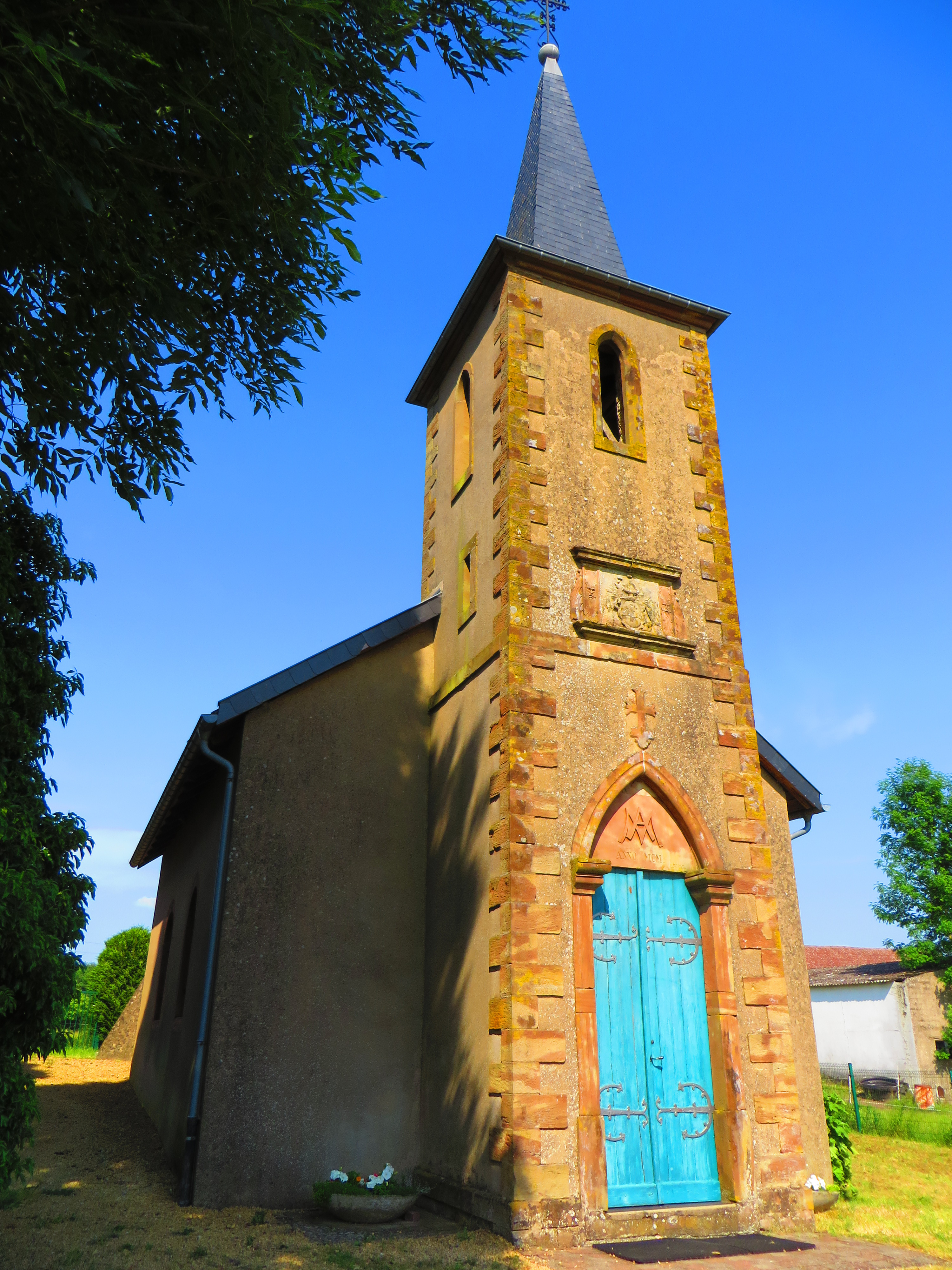
Chapelle Notre-Dame-de-Lorette à Lenzviller.
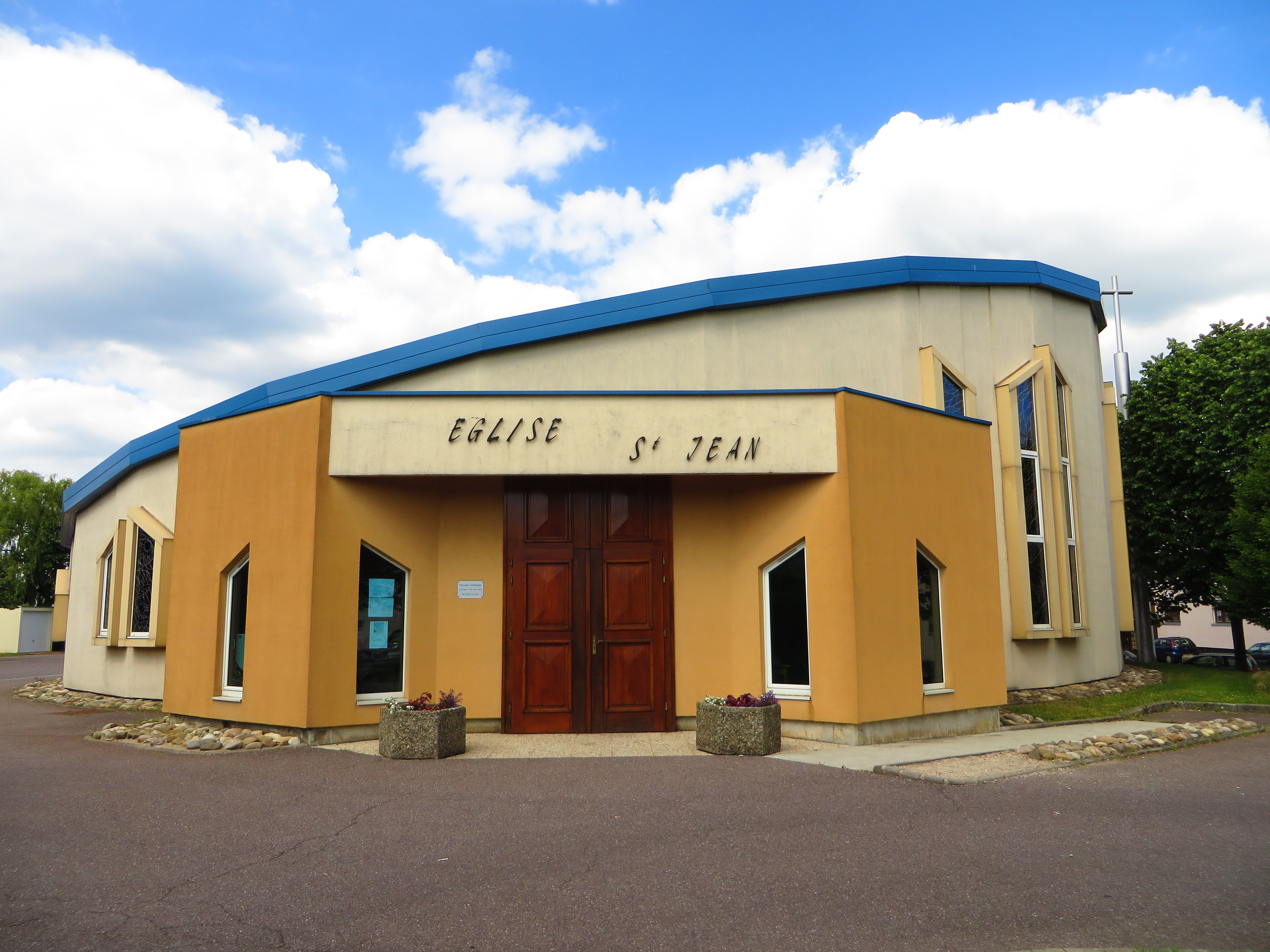
Église Saint-Jean-Bosco, quartier du Wenheck.
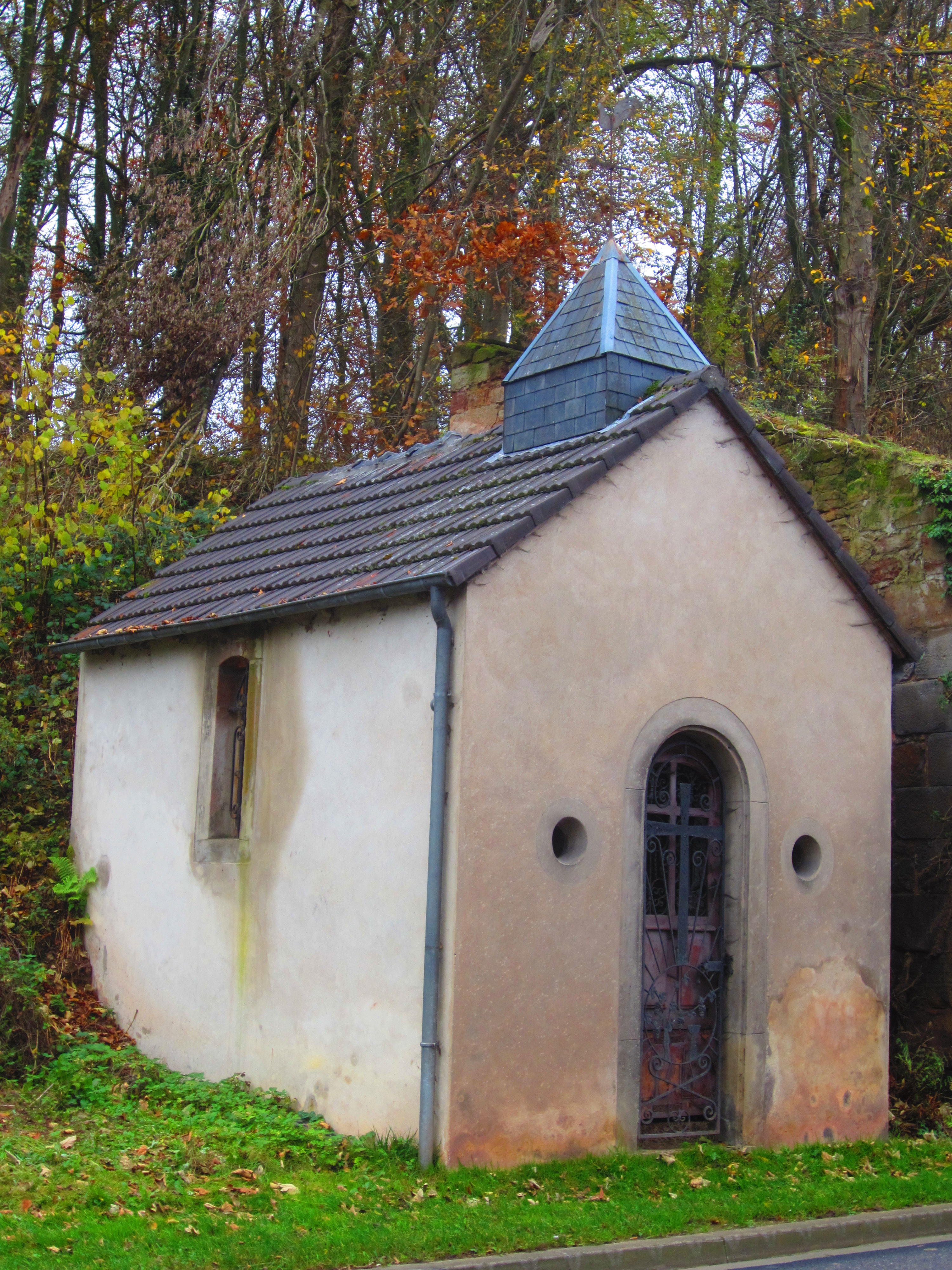
Chapelle Bour à Moulin-Neuf.
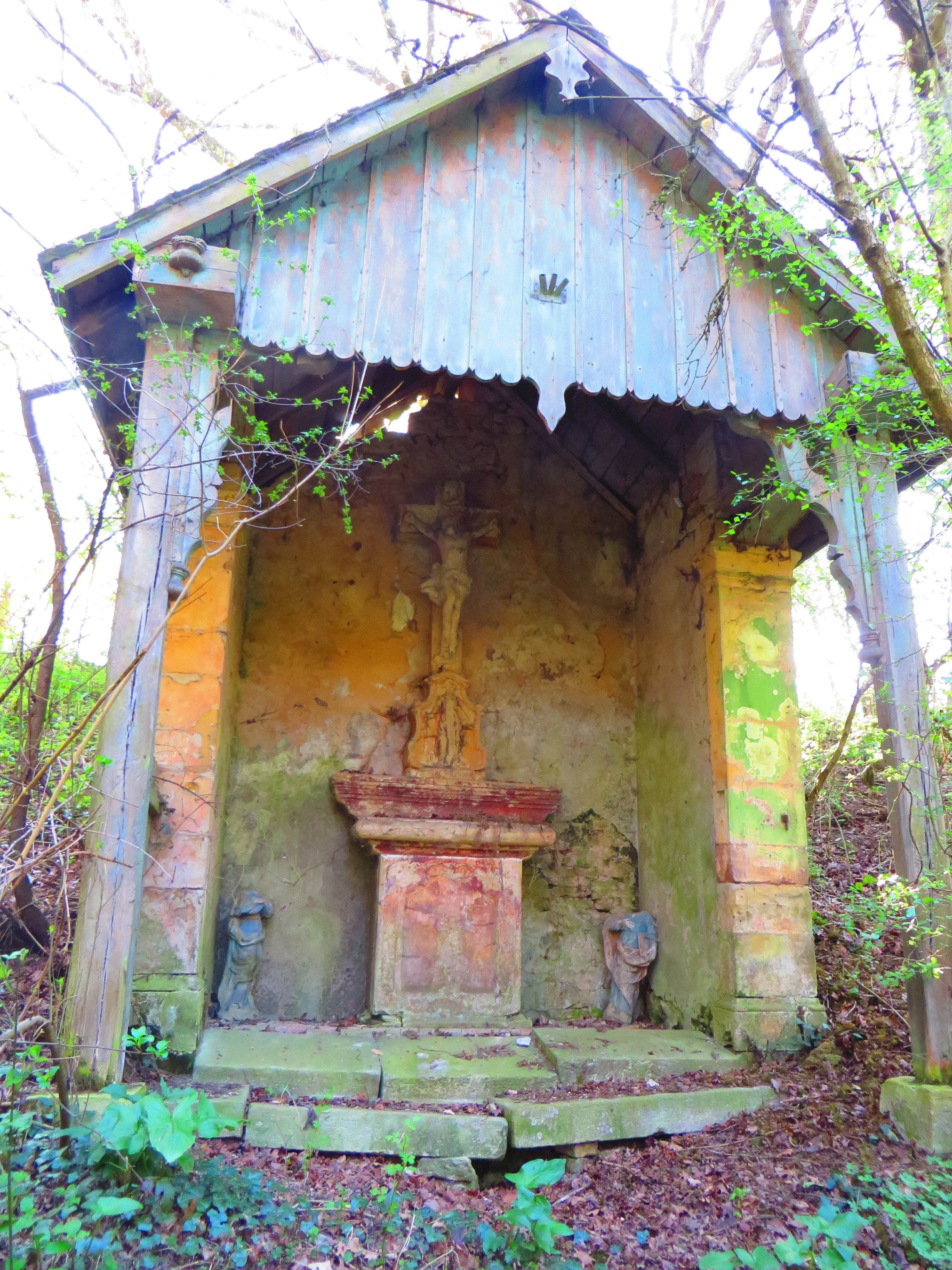
Chapelle Heiligenbronn.

- Église paroissiale Saint-Thomas à Macheren, reconstruction de l'église 3e quart XVIIIe siècle à l'emplacement d'une chapelle détruite en 1758
- Église paroissiale Saint-Étienne à Petit-Ebersviller, reconstruite en 1752 à l'emplacement d'un édifice de 1676
- Chapelle Notre-Dame-de-Lorette à Lenzviller, construite au XVIIe siècle, agrandie ou reconstruite début XVIIIe siècle ; restaurée au XXe siècle
- Église Saint-Jean-Bosco, quartier du Wenheck (quartier partagé avec la commune de Saint-Avold).
- Chapelle à Moulin-Neuf, construite vers 1910 pour la famille Bour à la suite d’un vœu ; cet édifice abritait des statues anciennes qui ont hélas disparu : une statue de saint Florent, une autre de saint Benoit et une très belle Vierge à l'Enfant.
- Chapelle Heiligenbronn, datée de 1779, située à l'écart de la route qui va de Moulin-Neuf à Petit-Ebersviller, avant le pont du chemin de fer. Construite sur un terrain en pente et entourée d'arbres, élevée à l'emplacement d’une source, aujourd'hui tarie, près de laquelle on a découvert des fragments de sculptures antiques (statue de la déesse Diane) ; abritée par un oratoire dédié à saint Fiacre et à saint Fridolin. Remplace peut-être une chapelle plus ancienne. Aujourd'hui à l'abandon, la chapelle était autrefois un lieu de pèlerinage, car on prêtait des vertus médicales aux eaux de la "Sainte source" dite aussi "Bonne-Fontaine".
- Oratoire de la Trinité XVIIIe siècle, à Moulin-Neuf.

### Personnalités liées à la commune
- Joseph Marie-Pierre Théophile Thirion (1872 à Macheren - 1919 à Tinfan), missionnaire et collecteur botanique.

### Héraldique
| Blason de Macheren | Blason  | Parti : au 1er d'azur semé de billettes d'or au lion couronné du même brochant sur le tout, au 2e d'argent à la fasce de gueules. |
| Blason de Macheren | Détails | Le statut officiel du blason reste à déterminer.                                                                                  |

## Jumelages
- Machern
- Linden (Hesse)

## Pour approfondir